# Seongju-eup
Seongju-eup (koreanska: 성주읍) är en köping  i kommunen Seongju-gun i provinsen Norra Gyeongsang, i den centrala delen av Sydkorea, 220 km sydost om huvudstaden Seoul. Det är den administrativa huvudorten i kommunen.